# All-Star Game da NBA de 2022
O All-Star Game da NBA de 2022 foi um jogo de exibição disputado em 20 de fevereiro de 2022, durante a temporada de 2021-22 da National Basketball Association (NBA). Foi a 71ª edição do All-Star Game da NBA. O jogo foi sediado no Rocket Mortgage FieldHouse. Esta foi a terceira vez que a área de Cleveland sediou o All-Star Game, sendo o primeiro em 1981 no Coliseum nas proximidades de Richfield, Ohio, e mais recentemente em 1997 - três anos depois que os Cavaliers voltaram para o centro de Cleveland para jogar no recém-construído Gund Arena, que agora é conhecido como Rocket Mortgage FieldHouse. Coincidentemente, na ocasião em que Cleveland sediou um All-Star Game, a NBA comemorou sua 35ª temporada (1981), 50º aniversário (1997) e 75º aniversário (2022).
Com equipes capitaneadas por LeBron James e Kevin Durant, a equipe LeBron venceu o jogo por 163-160. Stephen Curry, do Team LeBron, que marcou 50 pontos, estabeleceu o recorde de maior número de arremessos de três pontos feitos em um quarto (6), tempo (8) e jogo (16), e também foi nomeado o MVP do All-Star Game. Esta foi a quinta vitória consecutiva do Team LeBron no All-Star.

## All-Star Game

### Treinadores
Monty Williams, treinador do Phoenix Suns, qualificou-se como treinador principal do Team LeBron em 30 de janeiro. Erik Spoelstra, treinador do Miami Heat, qualificou-se como treinador principal do Team Durant em 6 de fevereiro.

### Elencos
Como havia acontecido em anos anteriores, os elenco do All-Star Game foram selecionados por meio de um processo de votação. Os torcedores puderam votar pelo site e pelo aplicativo da NBA . Os titulares foram escolhidos pelos fãs, mídia e jogadores atuais da NBA. Os fãs representaram 50% dos votos e os jogadores da NBA e a mídia representaram 25% dos votos. Os dois jogadores em cada conferência com os maiores votos foram nomeados capitães de equipe. Os treinadores da NBA votaram pelos reservas para suas respectivas conferências, nenhum dos quais poderia ser jogadores de seu próprio time.
Os titulares do All-Star Game foram anunciados em 27 de janeiro de 2022. Trae Young, do Atlanta Hawks, e DeMar DeRozan, do Chicago Bulls, foram nomeados os titulares pela Conferência Leste, ganhando sua segunda e quinta aparições, respectivamente. Kevin Durant, do Brooklyn Nets, e Giannis Antetokounmpo, do Milwaukee Bucks, foram nomeados como titulares no Leste, conquistando sua 12ª e sexta aparições, respectivamente. Juntando-se à equipe pelo Leste estava Joel Embiid, do Philadelphia 76ers, sua quinta seleção.
Ja Morant, do Memphis Grizzlies, e Stephen Curry, do Golden State Warriors, foram nomeados como titular na Conferência Oeste, conquistando sua primeira e oitava aparições, respectivamente. Andrew Wiggins, do Golden State Warriors, e LeBron James, do Los Angeles Lakers, foram nomeados para sua primeira e 18ª seleção, respectivamente. Wiggins foi o terceiro jogador selecionado para o All-Star pela primeira vez a ser eleito titular em sua oitava temporada ou mais tarde. Ele também se tornou a primeira escolha número 1 do draft a ganhar sua primeira seleção All-Star em sua oitava temporada ou mais tarde. Juntando-se a eles estava o atual MVP Nikola Jokić do Denver Nuggets, em sua quarta seleção.
Os reservas do All-Star Game foram anunciados em 3 de fevereiro de 2022. As reservas da Conferência Oeste incluíam Devin Booker do Phoenix Suns, sua terceira seleção; Luka Dončić do Dallas Mavericks, sua terceira seleção; Rudy Gobert do Utah Jazz, sua terceira seleção; Draymond Green do Golden State Warriors, sua quarta seleção; Donovan Mitchell do Utah Jazz, sua terceira seleção; Chris Paul do Phoenix Suns, sua 12ª seleção; e Karl-Anthony Towns do Minnesota Timberwolves, sua terceira seleção.

As reservas da Conferência Leste incluíam Jimmy Butler do Miami Heat, sua sexta seleção; Darius Garland do Cleveland Cavaliers, sua primeira seleção; James Harden do Philadelphia 76ers, sua décima seleção; Zach LaVine do Chicago Bulls, sua segunda seleção; Khris Middleton do Milwaukee Bucks, sua terceira seleção; Jayson Tatum do Boston Celtics, sua terceira seleção; Fred VanVleet do Toronto Raptors, sua primeira seleção; e Jarrett Allen do Cleveland Cavaliers, sua primeira seleção, como substituto de James Harden.
| Pos       | Jogador               | Time                | No. de seleções |
| Titulares | Titulares             | Titulares           | Titulares       |
| --------- | --------------------- | ------------------- | --------------- |
| G         | Trae Young            | Atlanta Hawks       | 2               |
| G         | DeMar DeRozan         | Chicago Bulls       | 5               |
| C         | Joel Embiid           | Philadelphia 76ers  | 5               |
| F         | Kevin DurantINJ1      | Brooklyn Nets       | 12              |
| F         | Giannis Antetokounmpo | Milwaukee Bucks     | 6               |
| Reservas  |                       |                     |                 |
| G         | LaMelo BallREP1       | Charlotte Hornets   | 1               |
| G         | Darius Garland        | Cleveland Cavaliers | 1               |
| G         | James HardenINJ3      | Philadelphia 76ers  | 10              |
| G         | Zach LaVine           | Chicago Bulls       | 2               |
| G         | Fred VanVleet         | Toronto Raptors     | 1               |
| F         | Jimmy Butler          | Miami Heat          | 6               |
| F         | Khris Middleton       | Milwaukee Bucks     | 3               |
| F         | Jayson TatumST        | Boston Celtics      | 3               |
| C         | Jarrett AllenREP3     | Cleveland Cavaliers | 1               |

| Pos       | Jogador             | Time                   | No. de seleções |
| Titulares | Titulares           | Titulares              | Titulares       |
| --------- | ------------------- | ---------------------- | --------------- |
| G         | Stephen Curry       | Golden State Warriors  | 8               |
| G         | Ja Morant           | Memphis Grizzlies      | 1               |
| C         | Nikola Jokić        | Denver Nuggets         | 4               |
| F         | LeBron James        | Los Angeles Lakers     | 18              |
| F         | Andrew Wiggins      | Golden State Warriors  | 1               |
| Reservas  |                     |                        |                 |
| G         | Devin Booker        | Phoenix Suns           | 3               |
| G         | Luka Dončić         | Dallas Mavericks       | 3               |
| G         | Donovan Mitchell    | Utah Jazz              | 3               |
| G         | Dejounte MurrayREP2 | San Antonio Spurs      | 1               |
| G         | Chris Paul          | Phoenix Suns           | 12              |
| F         | Draymond GreenINJ2  | Golden State Warriors  | 4               |
| C         | Rudy Gobert         | Utah Jazz              | 3               |
| C         | Karl-Anthony Towns  | Minnesota Timberwolves | 3               |

Notas
↑INJ1 Kevin Durant não pôde jogar devido a uma lesão no joelho.

↑REP1 LaMelo Ball foi selecionado como substituto de Kevin Durant.

↑INJ2 Draymond Green não pôde jogar devido a uma lesão no disco inferior.

↑REP2 Dejounte Murray foi selecionado como substituto de Draymond Green.

↑ST Jayson Tatum foi selecionado para ser titular no lugar de Durant.

↑INJ3 James Harden não pôde jogar devido a uma lesão no tendão, mas esteve presente na cerimônia do intervalo.

↑REP3 Jarrett Allen foi selecionado como substituto de James Harden.

### Draft
O draft do All-Star ocorreu em 10 de fevereiro de 2022. LeBron James e Kevin Durant foram nomeados capitães pelo segundo ano consecutivo, pois ambos receberam o maior número de votos do Conferência Oeste e do Conferência Leste, respectivamente. Os primeiros oito jogadores a serem convocados foram titulares. Os próximos 14 jogadores, escolhidos pelos treinadores da NBA (sete de cada conferência), foram então convocados. O comissário da NBA, Adam Silver, selecionou substitutos para qualquer jogador incapaz de participar do All-Star Game, escolhendo um jogador da mesma conferência que o jogador que estava sendo substituído. A seleção de Silver se juntou à equipe que selecionou o jogador substituído. Se um jogador substituído for titular, o treinador principal dessa equipe escolherá um novo titular de seu elenco de jogadores. James escolheu Giannis Antetokounmpo com sua primeira escolha e Durant escolheu Joel Embiid em segundo. O time Durant foi o time da casa devido à Conferência Leste ter o status de time da casa para o jogo.
| Escolha | Jogador               | Equipe |
| ------- | --------------------- | ------ |
| 1       | Giannis Antetokounmpo | LeBron |
| 2       | Joel Embiid           | Durant |
| 3       | Stephen Curry         | LeBron |
| 4       | Ja Morant             | Durant |
| 5       | DeMar DeRozan         | LeBron |
| 6       | Jayson Tatum          | Durant |
| 7       | Nikola Jokić          | LeBron |
| 8       | Andrew Wiggins        | Durant |
| 9       | Trae Young            | Durant |
| 10      | Devin Booker          | Durant |
| 11      | Luka Dončić           | LeBron |
| 12      | Karl-Anthony Towns    | Durant |
| 13      | Darius Garland        | LeBron |
| 14      | Zach LaVine           | Durant |
| 15      | Chris Paul            | LeBron |
| 16      | Dejounte Murray       | Durant |
| 17      | Jimmy Butler          | LeBron |
| 18      | Khris Middleton       | Durant |
| 19      | Donovan Mitchell      | LeBron |
| 20      | Bola LaMelo           | Durant |
| 21      | Fred Van Vleet        | LeBron |
| 22      | Rudy Gobert           | Durant |
| 23      | James Harden          | LeBron |

### Escalação
| Pos                                      | Jogador               | Time                  |           |
| Titulares                                | Titulares             | Titulares             | Titulares |
| ---------------------------------------- | --------------------- | --------------------- | --------- |
| F                                        | LeBron James          | Los Angeles Lakers    |           |
| F                                        | Giannis Antetokounmpo | Milwaukee Bucks       |           |
| C                                        | Nikola Jokić          | Denver Nuggets        |           |
| G                                        | DeMar DeRozan         | Chicago Bulls         |           |
| G                                        | Stephen Curry         | Golden State Warriors |           |
| Reservas                                 |                       |                       |           |
| G                                        | Luka Dončić           | Dallas Mavericks      |           |
| G                                        | Darius Garland        | Cleveland Cavaliers   |           |
| G                                        | Chris Paul            | Phoenix Suns          |           |
| F                                        | Jimmy Butler          | Miami Heat            |           |
| G                                        | Donovan Mitchell      | Utah Jazz             |           |
| G                                        | Fred VanVleet         | Toronto Raptors       |           |
| C                                        | Jarrett AllenREP3     | Cleveland Cavaliers   |           |
| Treinador: Monty Williams (Phoenix Suns) |                       |                       |           |

| Pos                                    | Jogador             | Time                   |           |
| Titulares                              | Titulares           | Titulares              | Titulares |
| -------------------------------------- | ------------------- | ---------------------- | --------- |
| F                                      | Andrew Wiggins      | Golden State Warriors  |           |
| F                                      | Jayson TatumST      | Boston Celtics         |           |
| C                                      | Joel Embiid         | Philadelphia 76ers     |           |
| G                                      | Ja Morant           | Memphis Grizzlies      |           |
| G                                      | Trae Young          | Atlanta Hawks          |           |
| Reservas                               |                     |                        |           |
| G                                      | Devin Booker        | Phoenix Suns           |           |
| C                                      | Karl-Anthony Towns  | Minnesota Timberwolves |           |
| G                                      | Zach LaVine         | Chicago Bulls          |           |
| G                                      | Dejounte MurrayREP2 | San Antonio Spurs      |           |
| F                                      | Khris Middleton     | Milwaukee Bucks        |           |
| G                                      | LaMelo BallREP1     | Charlotte Hornets      |           |
| C                                      | Rudy Gobert         | Utah Jazz              |           |
| Treinador: Erik Spoelstra (Miami Heat) |                     |                        |           |

### Jogo

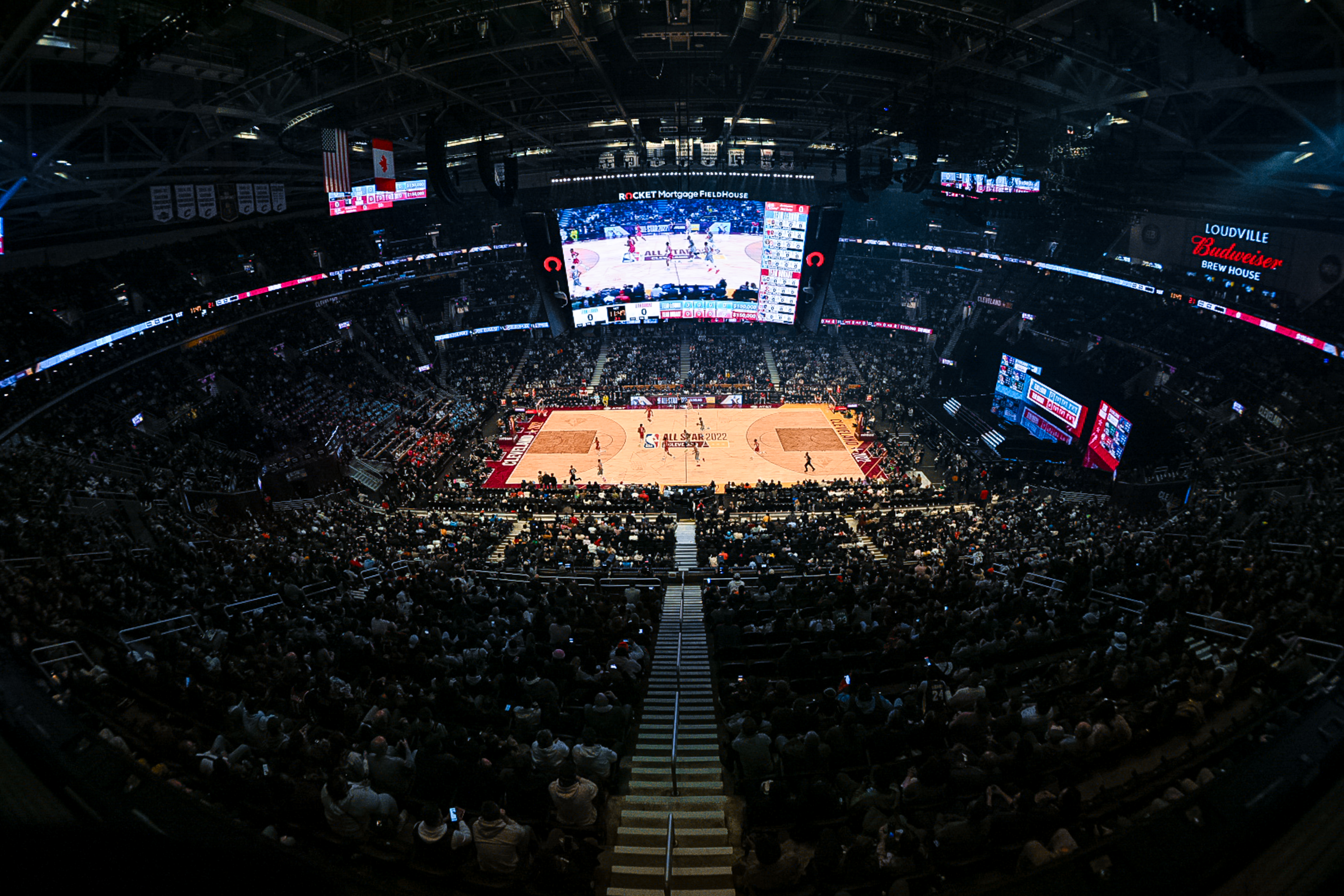
Rocket Mortgage FieldHouse durante o jogo

O All-Star Game de 2022 usou o mesmo formato que a edição de 2020; A equipe que marca mais pontos durante cada um dos três primeiros quartos de 12 minutos recebeu um prêmio em dinheiro, que foi doado a uma instituição de caridade designada. O quarto quarto segue as Regras de Elam, em que a primeira equipe a atender ou exceder uma "pontuação alvo" - a pontuação da equipe líder na pontuação total após três quartos mais 24 - foi declarado o vencedor.
Após uma vitória em cada quarto e um empate no terceiro quarto, LeBron James fez uma cesta para vencer o jogo por 163-160. Stephen Curry, do Team LeBron, ganhou o Prêmio de MVP do All-Star Game depois de marcar 50 pontos, dois a menos do recorde de Anthony Davis.

## All-Star Weekend

### Jogo de celebridades
O Jogo de Celebridades do All-Star da NBA de 2022, apresentado por Ruffles, foi disputado na sexta-feira, 18 de fevereiro de 2022, no Wolstein Center, em Cleveland, Ohio. Os treinadores do jogo foram as lendas da NBA, Bill Walton e Dominique Wilkins. A Equipe Walton derrotou a Equipe Nique por 65-51 e Alex Toussaint levou para casa o prêmio de MVP com 18 pontos. 
| Jogador                | Profissão                             |
| ---------------------- | ------------------------------------- |
| Jimmie Allen           | cantor, compositor                    |
| Britney Elena          | apresentadora, atriz, atleta e modelo |
| Metralhadora Kelly     | Rapper, compositor                    |
| Dearica Hamby          | jogador da WNBA                       |
| Noah Carlock           | Vencedor do Fanatics All-In Challenge |
| Caça Kareem            | jogador da NFL                        |
| Matt James             | O Bacharel do ABC                     |
| Quão (4)               | Rapper, artista de gravação           |
| Ranveer Singh          | ator                                  |
| Alex Toussaint         | Instrutor de Peloton                  |
| Anderson Varejão       | ex-jogador da NBA                     |
| Treinador: Bill Walton |                                       |

| Jogador                      | Profissão                           |
| ---------------------------- | ----------------------------------- |
| Anuel AA                     | Cantor                              |
| Justin Bibb                  | Prefeito de Cleveland               |
| Kane Brown (2)               | 4x artista premiado AMA             |
| Myles Garrett                | jogador da NFL                      |
| Daniel Gibson                | ex-jogador da NBA                   |
| Tiffany Haddish              | comediante, atriz e escritora       |
| Jack Harlow                  | Rapper, artista de gravação         |
| Crissa Jackson               | Jogador do Harlem Globetrotters     |
| Anjali Ranadivé              | cantor, compositor                  |
| Gianmarco Tamberi            | Campeão olímpico de salto em altura |
| Treinador: Dominique Wilkins |                                     |

### HBCU Classic
Um jogo de basquete universitário da Mid-Eastern Athletic Conference (MEAC) entre Universidade Howard e a Morgan State University foi realizado em 19 de fevereiro de 2022 no Wolstein Center como o inaugural HBCU Classic. A NBA e a AT&T doaram US $ 100.000 para o departamento de atletismo de cada equipe e o jogo foi transmitido pela NBA TV, TNT e ESPN2. Howard derrotou Morgan State por 68–66.

### Rising Stars
| Pos.                                  | Player          | Team                | Ano          |
| ------------------------------------- | --------------- | ------------------- | ------------ |
| G                                     | Cade Cunningham | Detroit Pistons     | Novato       |
| F                                     | Dyson Daniels   | NBA G League Ignite | Prospecto    |
| F                                     | Evan Mobley     | Cleveland Cavaliers | Novato       |
| G/F                                   | Isaac Okoro     | Cleveland Cavaliers | Segundanista |
| C                                     | Alperen Şengün  | Houston Rockets     | Novato       |
| F                                     | Jae'Sean Tate   | Houston Rockets     | Segundanista |
| F                                     | Franz Wagner    | Orlando Magic       | Novato       |
| Técnico honorario: Rick Barry         |                 |                     |              |
| Treinador: Bryan Gates (Phoenix Suns) |                 |                     |              |

| Pos.                                  | Player            | Team                   | R/S/P        |
| ------------------------------------- | ----------------- | ---------------------- | ------------ |
| F/C                                   | Precious Achiuwa  | Toronto Raptors        | Segundanista |
| G/F                                   | Desmond Bane      | Memphis Grizzlies      | Segundanista |
| F                                     | Saddiq Bey        | Detroit Pistons        | Segundanista |
| G                                     | Anthony Edwards   | Minnesota Timberwolves | Segundanista |
| G                                     | Tyrese Haliburton | Indiana Pacers         | Segundanista |
| G                                     | Jaden Hardy       | NBA G League Ignite    | Prospecto    |
| C                                     | Isaiah Stewart    | Detroit Pistons        | Segundanista |
| Treinador honorario: Isiah Thomas     |                   |                        |              |
| Treinador: Kevin Young (Phoenix Suns) |                   |                        |              |

| Pos.                                | Player           | Team                   | Ano          |
| ----------------------------------- | ---------------- | ---------------------- | ------------ |
| G                                   | LaMelo Ball      | Charlotte Hornets      | Segundanista |
| F                                   | Scottie Barnes   | Toronto Raptors        | Novato       |
| G                                   | Ayo Dosunmu      | Chicago Bulls          | Novato       |
| G                                   | Chris Duarte     | Indiana Pacers         | Novato       |
| G                                   | Scoot Henderson  | NBA G League Ignite    | Prospecto    |
| F                                   | Jaden McDaniels  | Minnesota Timberwolves | Segundanista |
| G                                   | Davion Mitchell  | Sacramento Kings       | Novato       |
| F                                   | Jonathan Kuminga | Golden State Warriors  | Novato       |
| G                                   | Bones Hyland     | Denver Nuggets         | Novato       |
| Técnico honorario: Gary Payton      |                  |                        |              |
| Treinador: Chris Quinn (Miami Heat) |                  |                        |              |

| Pos.                                | Player           | Team                  | R/S/P        |
| ----------------------------------- | ---------------- | --------------------- | ------------ |
| G                                   | Cole Anthony     | Orlando Magic         | Segundanista |
| G/F                                 | MarJon Beauchamp | NBA G League Ignite   | Prospecto    |
| G                                   | Josh Giddey      | Oklahoma City Thunder | Novato       |
| G                                   | Jalen Green      | Houston Rockets       | Novato       |
| C                                   | Herbert Jones    | New Orleans Pelicans  | Novato       |
| G                                   | Tyrese Maxey     | Philadelphia 76ers    | Segundanista |
| G                                   | Jalen Suggs      | Orlando Magic         | Novato       |
| Treinador honorario: James Worthy   |                  |                       |              |
| Treinador: Malik Allen (Miami Heat) |                  |                       |              |

| Semifinals  | Semifinals |            |    | Final | Final |
|             |            |            |    |       |       |
|             |            |            |    |       |       |
| Team Isiah  | 50         |            |    |       |       |
| Team Isiah  | 50         |            |    |       |       |
| Team Worthy | 49         |            |    |       |       |
| Team Worthy | 49         | Team Isiah | 20 |       |       |
|             |            | Team Isiah | 20 |       |       |
|             | Team Barry | 25         |    |       |       |
| Team Barry  | Team Barry | 25         | 50 |       |       |
| Team Barry  |            |            | 50 |       |       |
| Team Payton | 48         |            |    |       |       |

### Desafio de habilidades
O Desafio de Habilidades ocorreu em 19 de fevereiro. As estreias da equipe avançaram para a final depois de vencer a terceira rodada e receber 200 pontos na rodada. O Team Cavs derrotou o Team Rooks nas finais depois que Evan Mobley acertou um arremesso de meia quadra.
| Pos. | Jogador         | Equipe                |
| ---- | --------------- | --------------------- |
| F    | Scottie Barnes  | Toronto Raptors       |
| G    | Cade Cunningham | Detroit Pistons       |
| G    | Josh Giddey     | Oklahoma City Thunder |

| Pos. | Jogador        | Equipe              |
| ---- | -------------- | ------------------- |
| C    | Jarrett Allen  | Cleveland Cavaliers |
| G    | Darius Garland | Cleveland Cavaliers |
| C/F  | Evan Mobley    | Cleveland Cavaliers |

| Pos. | Jogador                | Equipe          |
| ---- | ---------------------- | --------------- |
| F    | Giannis Antetokounmpo  | Milwaukee Bucks |
| F    | Alex Antetokounmpo     | Raptores 905    |
| F    | Thanasis Antetokounmpo | Milwaukee Bucks |

### Torneio de três pontos

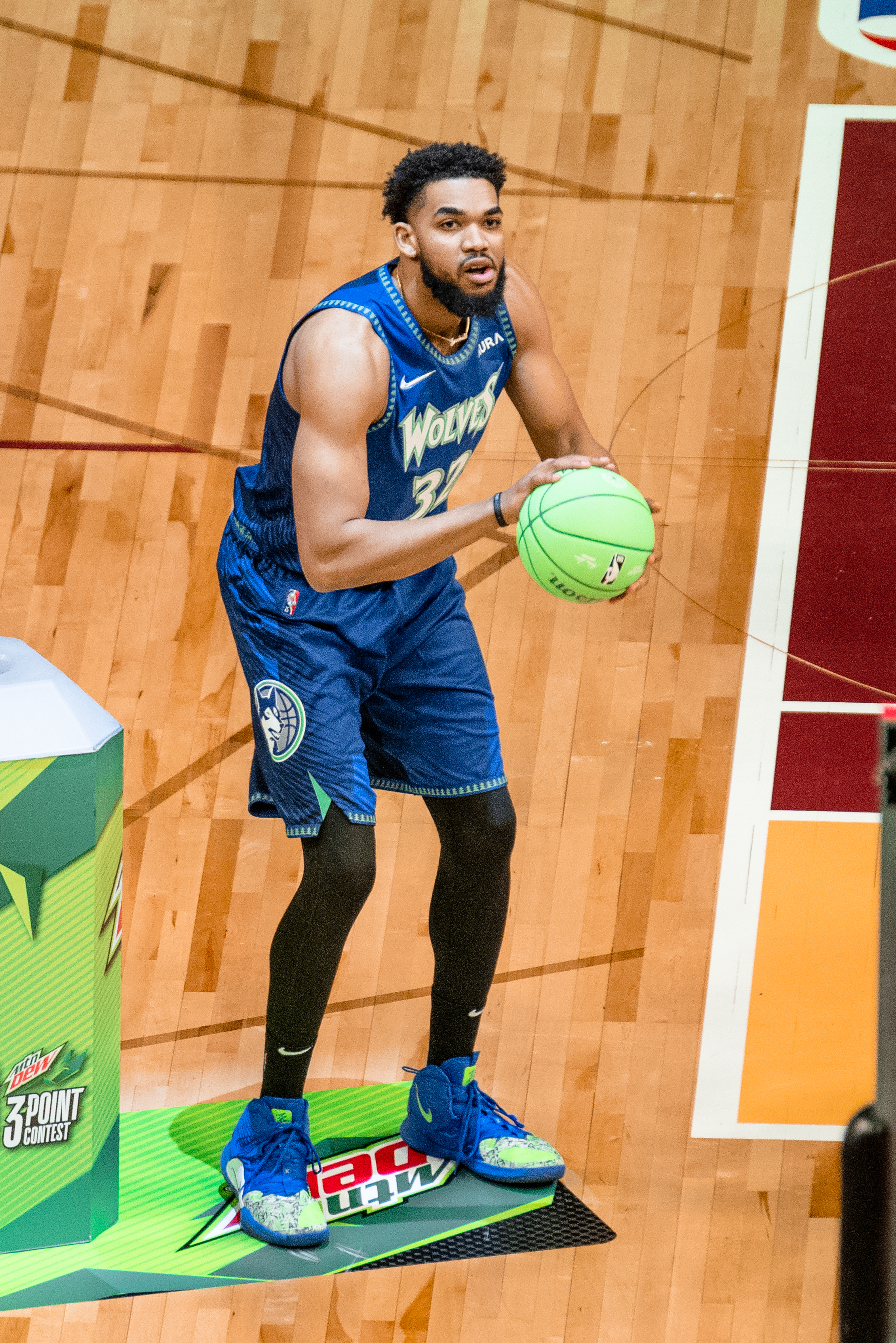
Vencedor Karl-Anthony Towns durante a competição de três pontos

O torneio de três pontos ocorreu em 19 de fevereiro. Karl-Anthony Towns venceu seu primeiro torneio de três pontos ao derrotar Trae Young e Luke Kennard. Towns estabeleceu o recorde de mais pontos na rodada final com 29, superando Devin Booker que teve 28 em 2018. Ele se tornou o primeiro pivô a vencer o evento e o primeiro jogador dos Minnesota Timberwolves desde Kevin Love em 2012.
| Pos. | Jogador            | Equipe                 | Primeira rodada | Rodada final       |
| ---- | ------------------ | ---------------------- | --------------- | ------------------ |
| C/F  | Karl-Anthony Towns | Minnesota Timberwolves | 22              | 29                 |
| G    | Trae Young         | Atlanta Hawks          | 22              | 26                 |
| G    | Luke Kennard       | Los Angeles Clippers   | 28              | 26                 |
| G    | Patty Mills        | Brooklyn Nets          | 21              | Não se classificou |
| G    | CJ McCollum        | New Orleans Pelicans   | 19              | Não se classificou |
| G    | Desmond Bane       | Memphis Grizzlies      | 18              | Não se classificou |
| G    | Fred Van Vleet     | Toronto Raptors        | 16              | Não se classificou |
| G    | Zach LaVine        | Chicago Bulls          | 14              | Não se classificou |

### Torneio de enterradas

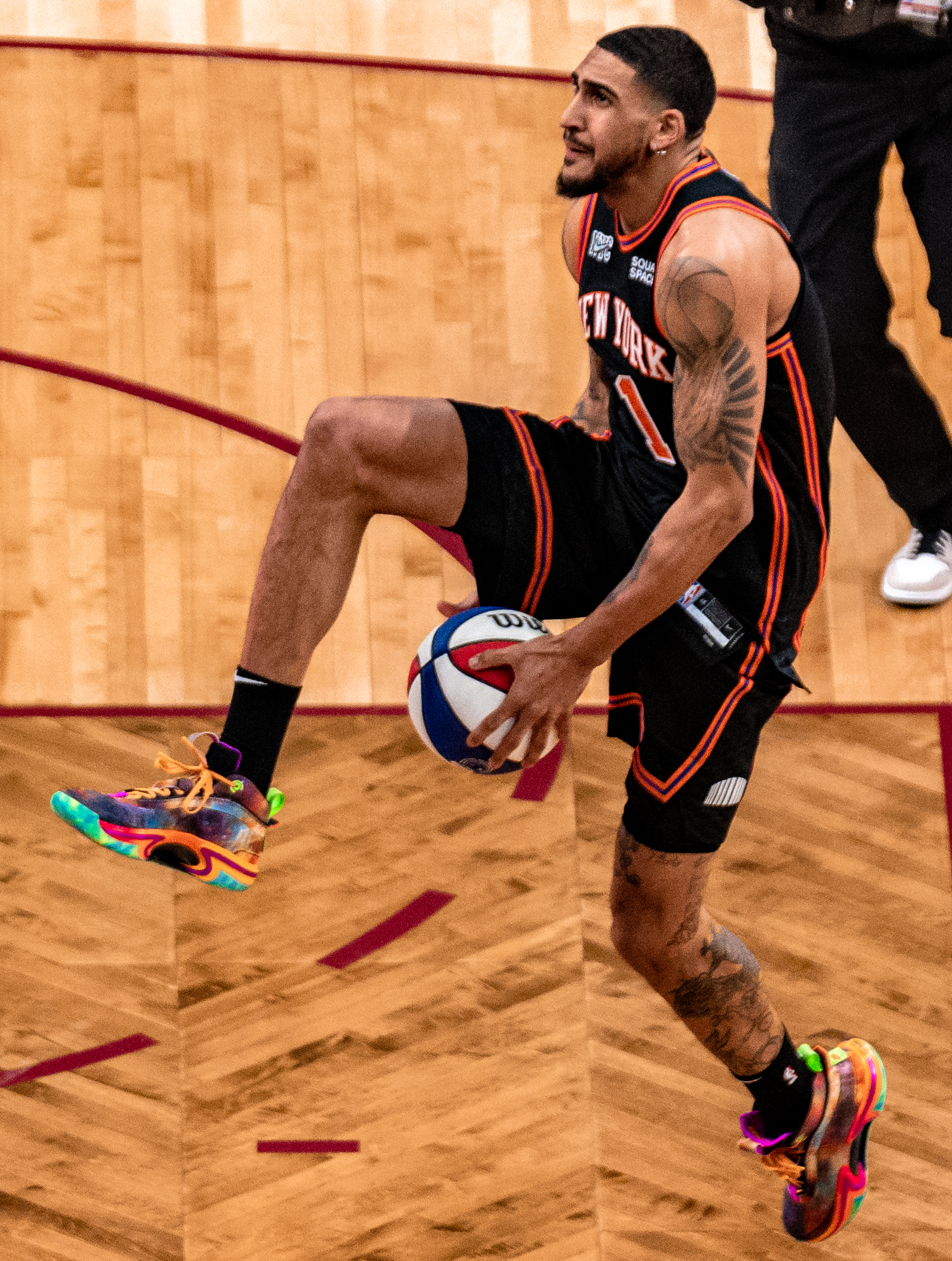
Obi Toppin durante o concurso de enterradas

O torneio de enterradas ocorreu em 19 de fevereiro. Obi Toppin venceu seu primeiro torneio de enterradas ao derrotar Juan Toscano-Anderson nas finais. O torneio foi fortemente criticado por analistas, jogadores e fãs, como Dwyane Wade, que descreveu o torneio como "um sólido seis", que no concurso é a pontuação mais baixa que uma enterrada pode receber.
| Pos. | Jogador               | Equipe                | Primeira rodada | Rodada final       |
| ---- | --------------------- | --------------------- | --------------- | ------------------ |
| F    | Obi Toppin            | New York Knicks       | 90 (44+46)      | 92 (45+47)         |
| F    | Juan Toscano-Anderson | Golden State Warriors | 87 (44+43)      | 69 (39+30)         |
| G    | Jalen Green           | Houston Rockets       | 83 (38+45)      | Não se classificou |
| G    | Cole Anthony          | Orlando Magic         | 70 (40+30)      | Não se classificou |

## Transmissão
Este é o primeiro All-Star Game desde 2000 a não ser transmitido por Marv Albert, que se aposentou no final da temporada de 2020-21. O jogo foi televisionado nacionalmente nos Estados Unidos pela TNT. A Sister Network TBS carregava um feed alternativo, dentro do All-Star Game, que apresentava uma apresentação de conversação do jogo com Charles Barkley, Ernie Johnson, Shaquille O'Neal e Kenny Smith, com convidados como Draymond Green. Treinadores, árbitros e jogadores selecionados também usavam microfones.